# كراش (حشرة)
الكُرَّاش أو جنس سيراتوفيللوس (الاسم العلمي: Ceratophyllus)، هو جنس من الحشرات يتبع الفصيلة الكراشية من رتبة البرغوثيات.

## أنواع حشرة الكراش
- كراش أسود
- كراش خشن
- كراش دجاجي
- كراش شمالي
- كراش شوكي
- كراش صخري
- كراش صيني
- كراش قشدي اللون
- كراش مبقع
- كراش متفجع
- كراش متقارب
- كراش مهدب